# Грабічина-де-Жос
Грабічина-де-Жос (рум. Grabicina de Jos) — село у повіті Бузеу в Румунії. Входить до складу комуни Скорцоаса.
Село розташоване на відстані 116 км на північ від Бухареста, 31 км на північний захід від Бузеу, 106 км на захід від Галаца, 86 км на схід від Брашова.

## Населення
За даними перепису населення 2002 року у селі проживали 338 осіб, з них 337 осіб (99,7%) румунів. Усі жителі села рідною мовою назвали румунську.